# Años 20
Los años 20 o década del 20 empezó el 1 de enero del 20 y terminó el 31 de diciembre del 29.

## Acontecimientos
- 23: Tiberio Druso Claudio Julio César, hijo del emperador Tiberio fallece.
- 5 de agosto de 25: La Dinastía Han es restaurada en China. Liu Xiu es proclamado Emperador.
- 26: Poncio Pilatos es asignado como prefecto de la provincia de Judea, Roma.
- 29: Probable bautismo de Jesús de Nazaret, según algunas fuentes.

## Personas destacadas
- Tiberio Julio César, emperador romano.